# Luzný
Luzný (německy Lusen) je hora, která se nachází v centrální části německé strany Šumavy v Národním parku Bavorský les v těsné blízkosti státní hranice s Českem. Měří 1 373 metrů a mezi šumavskými horami vyniká největším kamenným mořem, které pokrývá její vrchol. Kamenné moře na vrcholu Luzného je zařazeno na seznamu „100 nejkrásnějších geotopů Bavorska“. Poblíž hory na hranici s Českou republikou se nachází místo zvané Markfleckl, které do roku 1803 bylo trojmezím Čech, Bavorska a Pasovska.
Na severozápadním svahu pramení Luzný potok, který se po několika kilometrech stéká s Březnickým potokem a vytváří Modravský potok. Ten poblíž Modravy přibírá Roklanský a Filipohuťský potok a vytváří řeku Vydru.

## Výstup
Nejkratší výstup je možný z parkoviště pod Luzným a cesta trvá asi 1,5 hodiny. Pro výstup je možné zvolit ze dvou cest, Sommerweg (Letní cesta) nebo Winterweg (Zimní cesta). Turistická trasa z Luzného na Roklan (1453 m) trvá asi 4 hodiny. Ve výjimečných případech (zvláštní akce s povolením NP Šumava) je možné vystoupat na vrchol Luzného z Březníku v údolí Luzného potoka ležícího na českém území. Od roku 2009 do roku 2011 bylo také možné vrcholu dosáhnout rovněž z Březníku, ale po úbočí Špičníku, nikoliv po dně Luzenského údolí. Trasa byla značena žlutou značkou a byla přístupná jen od 15. července do 15. listopadu.

## „Ďáblovo dílo“
Celá oblast od Roklanu po Třístoličník byla po staletí spojována s lidovými pověstmi. V soutěsce Teufelsloch (volně přeloženo jako „čertovy jámy“) údajně sídlí poslové pekel a vrhají rozžhavené smrkové šišky po lidech, kteří sem zabloudí. Samotná hora měla vzniknout tak, že vládce pekel zde převrhl povoz s obrovskými balvany, které táhl, aby přehradil Dunaj v Pasově, způsobil povodeň a zabil všechny jeho obyvatele. Náhle však z dáli uslyšel kostelní zvon, ztratil veškerou svou sílu a musel povoz nechat povozem.

## Luzný v umění
Luzný se stal předlohou mnoha uměleckých děl, například v knize českého malíře a spisovatele Josefa Váchala Šumava umírající a romantická můžeme najít dřevoryt Bouře nad Luzným.

## Zajímavosti
Za dobré viditelnosti je možné z Luzného pozorovat panorama vrcholů severních Alp. Z vrcholu jsou dobře viditelné také okolní šumavské hory na německé i české straně (např. Roklan, Poledník, Černá hora a další) a údolí Luzného potoka s Hraniční slatí v okolí Březníku. Údolím pod Luzným vedla v minulosti Zlatá stezka až na Březník, dnes je však kvůli výskytu tetřeva hlušce veřejnosti nepřístupná. Luzný je jednou z několika lokalit, kde je na Šumavě původní borovice kleč. Ta je mimo Šumavu původní v Česku již pouze v Krkonoších.

## Fotogalerie

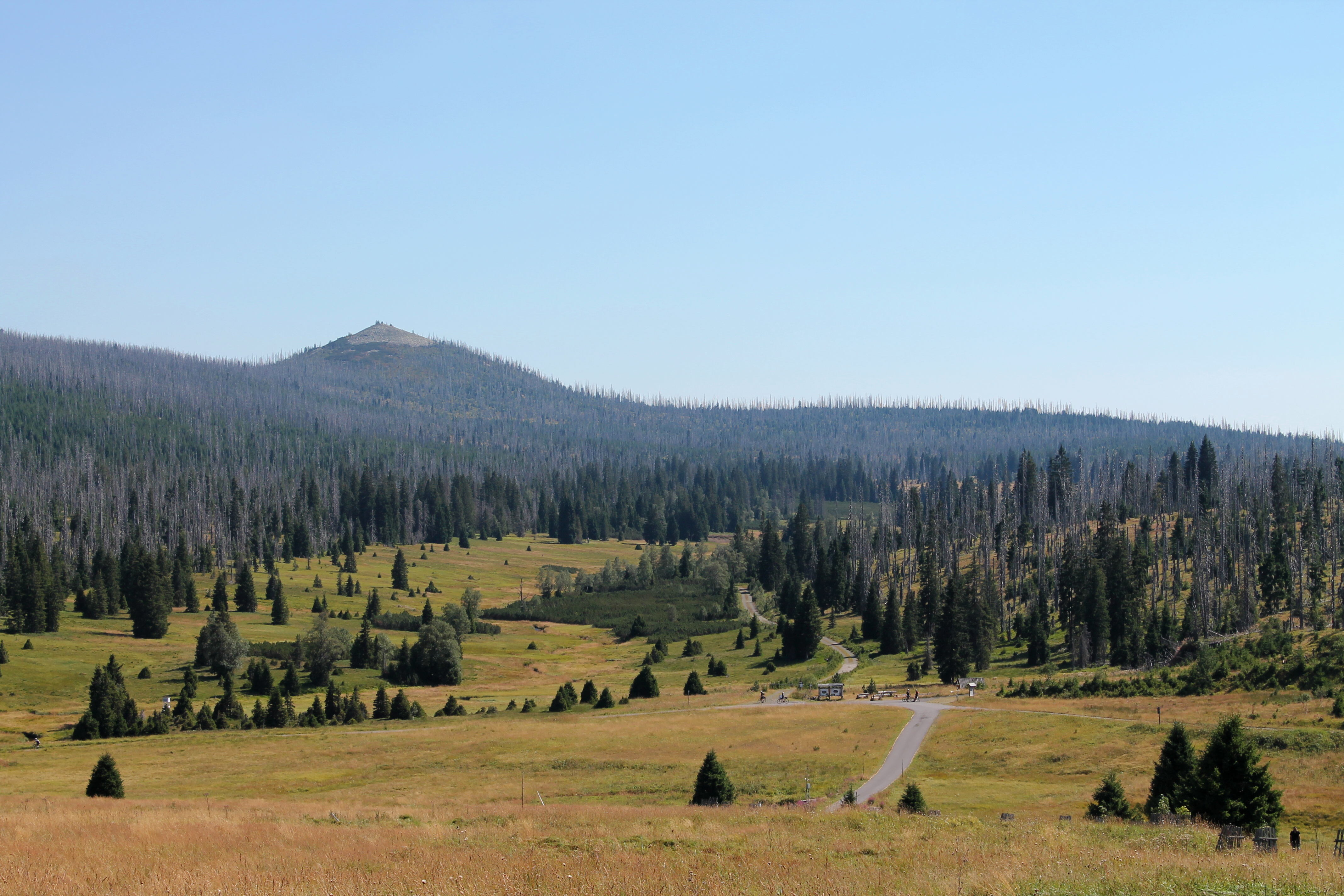
Pohled na vrchol Luzný z osady Březník
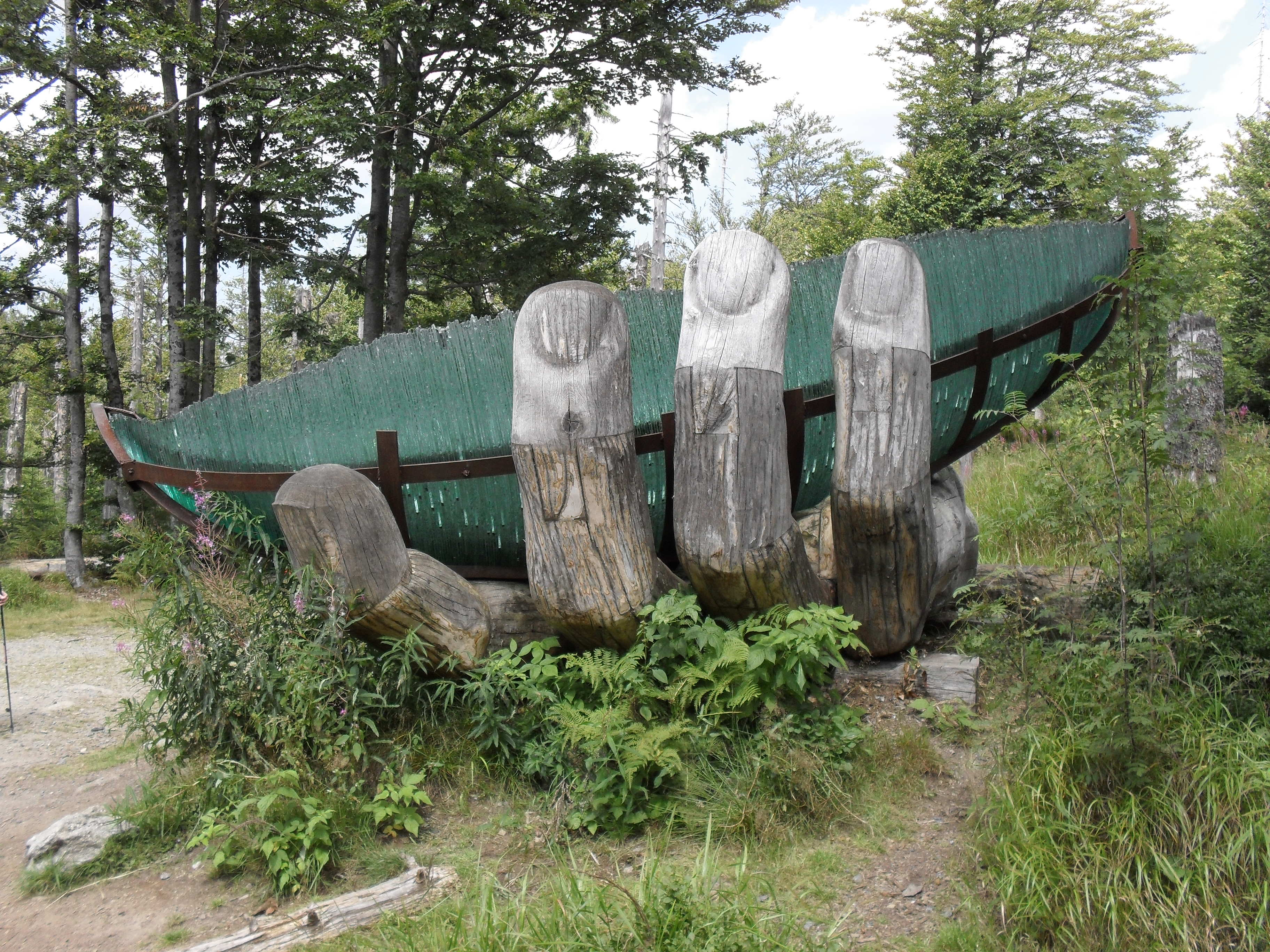
„Skleněná archa“ – skleněná loď vyrobená německými skláři s rukou vyřezanou českými řezbáři
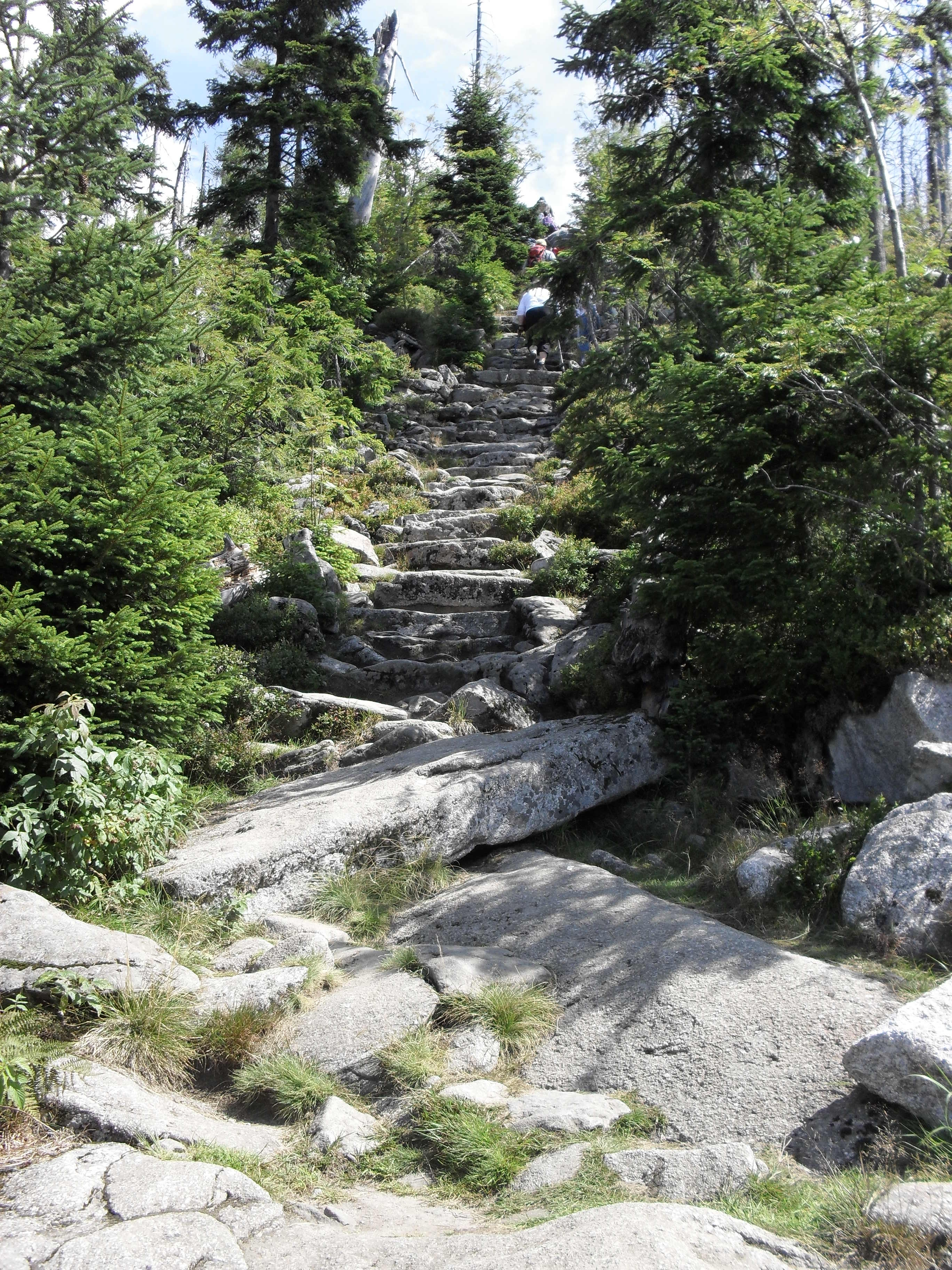
Cesta nahoru vede přes kamenitou cestu a strmé kamenné schody
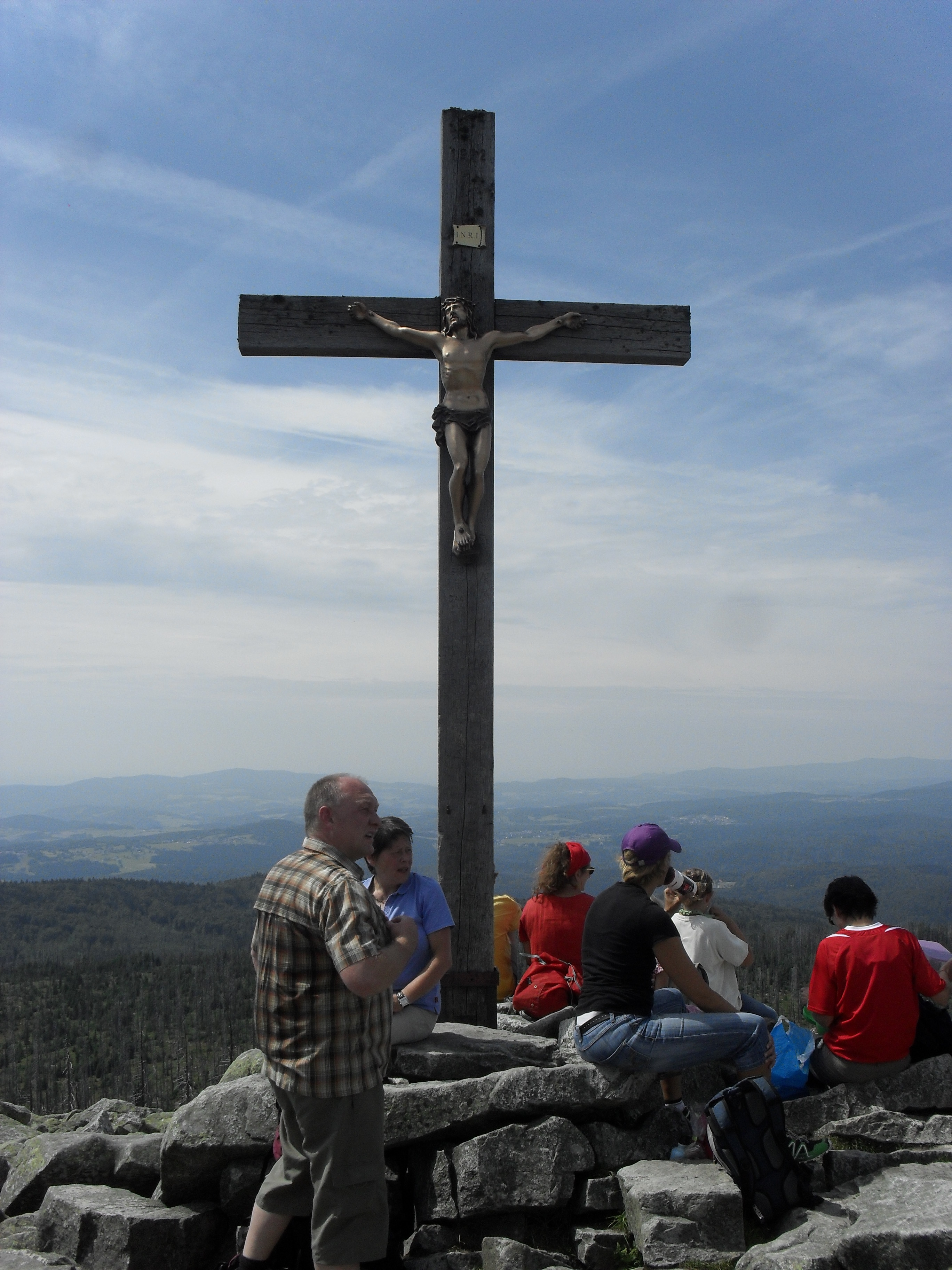
Na vrcholu je umístěn vrcholový kříž.
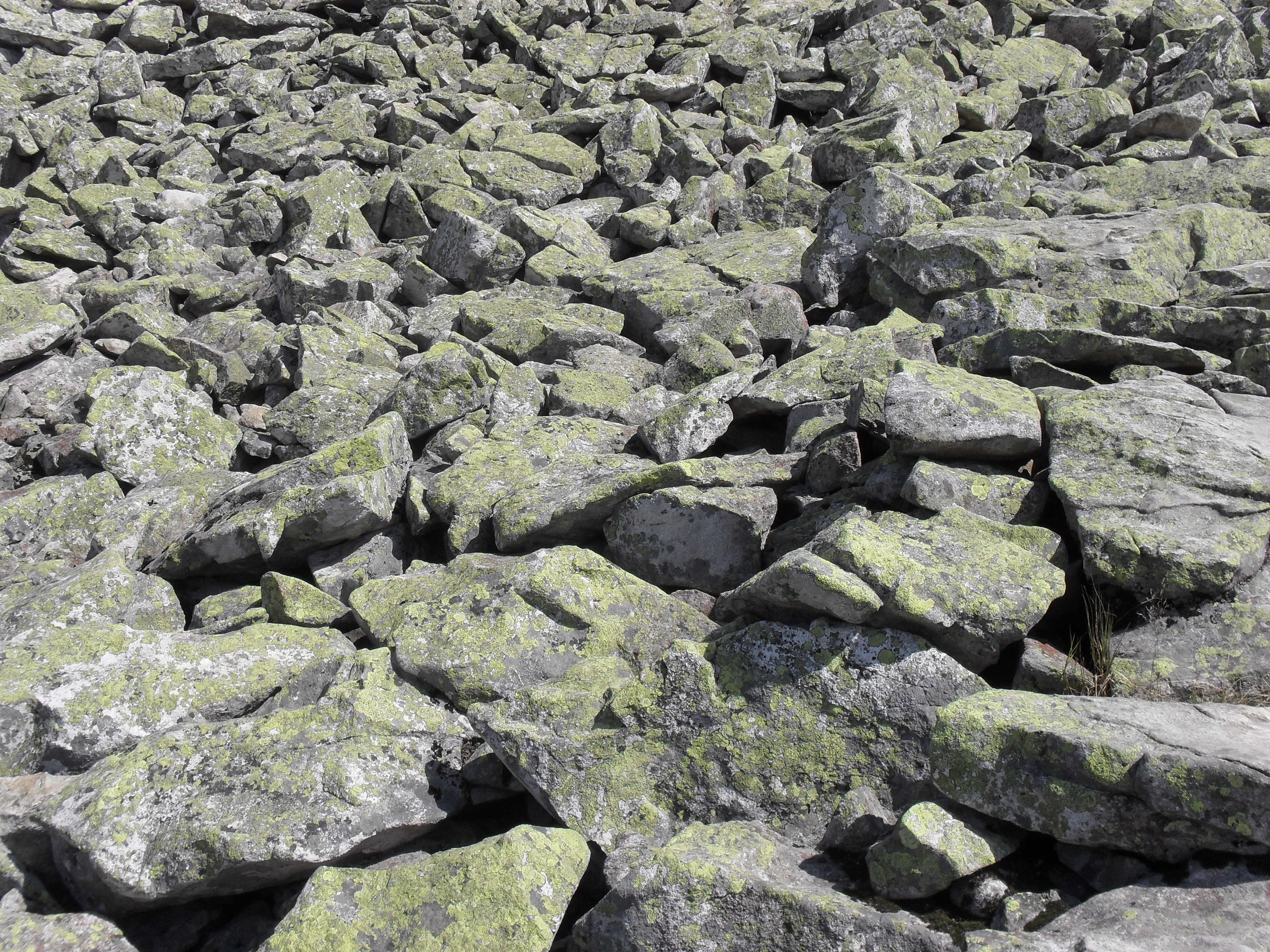
Šedo-zelená barva vrcholu je způsobena kameny hustě porostlými lišejníky.